# It's dangerous to go alone!

O uso original da frase em The Legend of Zelda

"It's dangerous to go alone! Take this." (lit. "É perigoso ir sozinho! Leve isso.") é uma frase e meme do jogo eletrônico de 1986 The Legend of Zelda para o Nintendo Entertainment System (NES). Ela é proferida por um velho eremita não nomeado, encontrado na primeira caverna do jogo, que dá a Link, o protagonista controlado pelo jogador, uma espada para ajudá-lo em sua jornada para derrotar Ganon e resgatar a Princesa Zelda.

## Recepção
A frase original diversas variações e se tornou uma imagem popular. O uso mais popular como imagem-base era a imagem de um gato nas mãos de alguém com a frase adicionada. A frase foi também usada por uma variedade de páginas para títulos de artigos. A IGN a classificou no 22º segundo lugar entre sua lista dos 100 melhores momentos em jogos eletrônicos e afirmou que a cena era o melhor exemplo do elemento de exploração encontrado em The Legend of Zelda. A GamesRadar+ a incluiu nas suas listas de 40 frases mais repetidas dos jogos eletrônicos e de 100 melhores frases de jogos eletrônicos. Sal Basile da UGO Networks incluiu a frase na lista de "o que aprendemos" com The Legend of Zelda.
A Nintendo usou a frase como um slogan para The Legend of Zelda: Tri Force Heroes, que inclui três Links diferentes trabalhando juntos para salvar o Reino de Hytopia de uma maldição. A promoção do jogo incluiu a frase "It's dangerous to go alone...so don't" (lit. "É perigoso ir sozinho...então não o faça").

### Aparições em outras obras
A página Ludum Dare realizou um game jam de 48 horas com o tema "It's Dangerous To Go Alone! Take This!" A competição teve 352 participantes. A produção de um documentário sobre a competição com o título "It's dangerous to go alone!" foi proposta por fãs em uma campanha no Kickstarter, mas esta não obteve sucesso.
O jogo Adventure Time: Hey Ice King! Why'd You Steal Our Garbage?! inclui o personagem Jake dizendo para o também protagonista Finn "Hey, man! It's dangerous to go alone!" (lit. "Ei, cara! É perigoso ir sozinho!"). O jogo foi desenvolvido em parte como uma homenagem à franquia The Legend of Zelda.
Em 2013, o grupo musical de comédia Starbomb lançou uma canção intitulada "It's Dangerous to Go Alone" como parte de seu álbum de estreia. A canção e o videoclipe incluem Arin Hanson como Link e Dan Avidan como o eremita.